# 西ノ森村
西ノ森村（にしのもりむら）は、愛知県海東郡にあった村。現在の海部郡蟹江町の一部にあたる。

## 地理
日光川下流の左岸に位置していた。

## 歴史
- 1889年（明治22年）10月1日、町村制の施行により、海東郡西之森村が単独で村制施行し、西ノ森村が発足[1][2]。大字は編成せず[2]。
- 1891年（明治24年）濃尾地震で大きな被害を受けた[2]。
- 1906年（明治39年）7月1日、海東郡蟹江町、須成村、新蟹江村と合併し、蟹江町が存続して廃止された[1][2]。合併後、蟹江町西之森となる[2]。

### 地名の由来
古くから信仰された富吉八剣社（冨吉建速神社・八剱社）、常楽寺の西にある森の意。

## 産業
- 農業[2]